# Gruppo Macquarie
Macquarie Group Limited (soprannominata dai media australiani "The Millionaire Factory", la fabbrica di milionari) è una banca d'investimenti australiana ed un gruppo di servizi finanziari diversificati, consigliere finanziario ed erogatrice di servizi per gestione di fondi di investimento per aziende, istituzioni e clienti al dettaglio in tutto il mondo.
Con sede a Sydney, Macquarie è la più grande banca d'investimenti australiana.
Macquarie ha più di 17.000 dipendenti in 33 mercati ed è il più grande gestore di asset infrastrutturali al mondo.
In Australia è quotata (ASX: MQG) ed è regolata dal regolatore bancario australiano APRA, come proprietaria di Macquarie Bank Limited.
Dopo l'acquisizione da parte della società del parco di divertimenti Dreamworld, venne creata la società Ardent Leisure.

## Logo

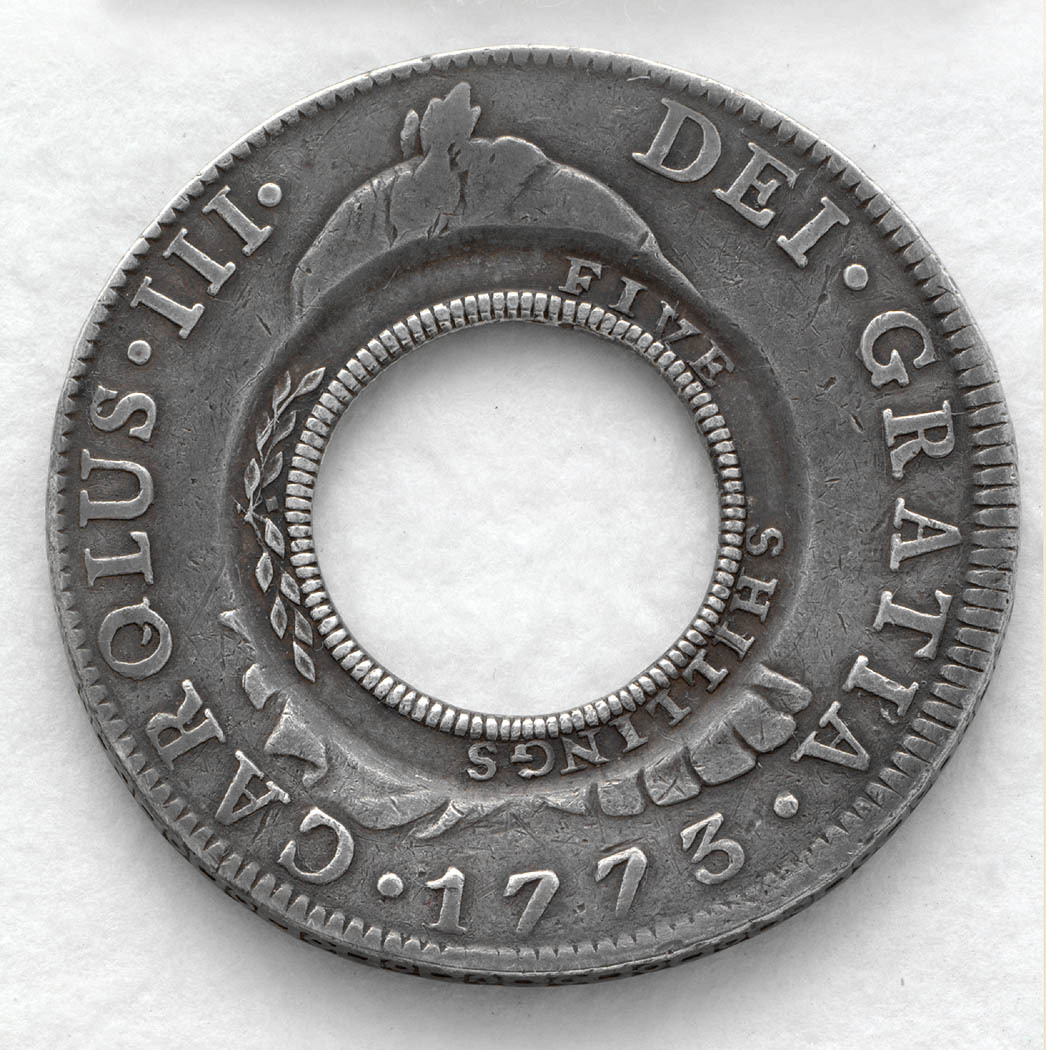
Dollaro Holey

Il logo del gruppo rappresenta lo holey dollar (dollaro bucato), la prima coniazione australiana, creata dal governatore Macquarie per controllare la carenza di valuta che avrebbero dovuto affrontare i primi coloni australiani.